# Mantova

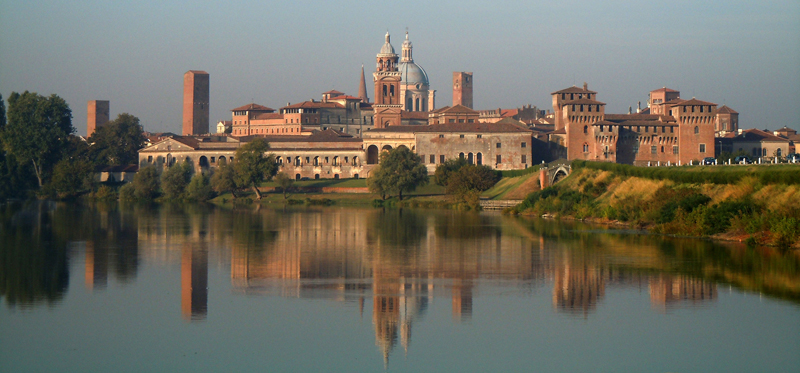

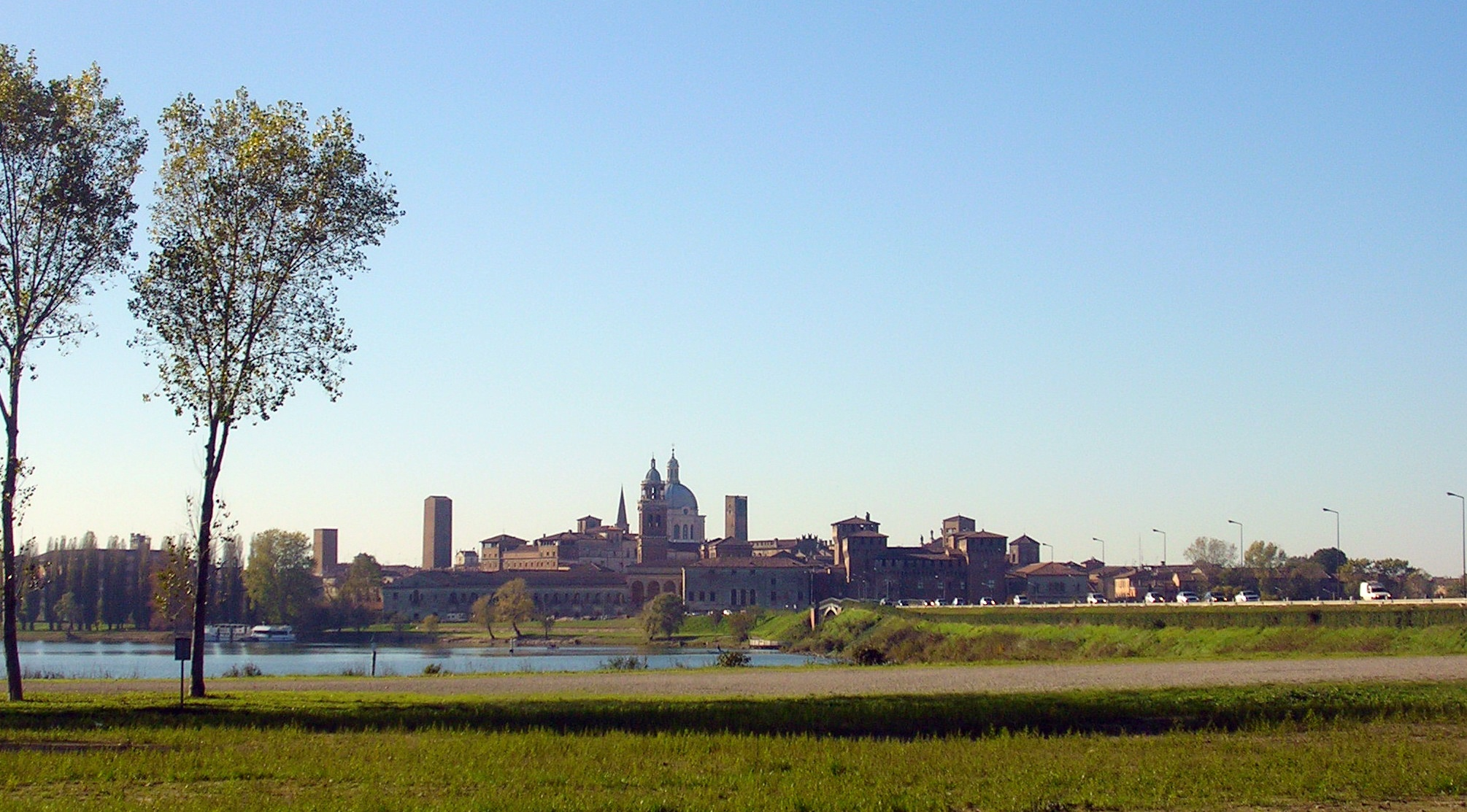
Mantova

Mantova este un oraș din Italia.

## Demografie
Mantova - evoluția demografică

|  | Graficele sunt indisponibile din cauza unor probleme tehnice. Mai multe informații se găsesc la Phabricator și la wiki-ul MediaWiki. |

Date: Recensăminte sau birourile de statistică - grafică realizată de Wikipedia

## Personalități născute aici
- Publius Vergilius Maro (70 î.Hr. - 19 î.Hr.), poet latin;
- Elisabetta Gonzaga (1471 – 1526), femeie nobilă, protectoare a artelor;
- Francesco Verri (1885 - 1945), ciclist;
- Ivanoe Bonomi (1873 - 1951), jurnalist, fost prim-ministru al Italiei;
- Franco Migliacci (n. (1930), textier, actor;
- Roberto Boninsegna (n. 1943), fotbalist;
- Franca Sozzani (1950 – 2016), jurnalistă.